# Costobocs
Costobocs (en llatí: costoboci, costobocae, castabocae, coisstoboci, en grec antic: Κοστουβῶκοι, Κιστοβῶκοι o Κοιστοβῶκοι) eren un poble de Dàcia considerats d'ètnia eslava (wenda). Se'ls ubica durant l'època imperial romana, entre els Carpats i el riu Dnièster. Durant les Guerres Marcomanes els costobocs van envair l'imperi romà l'any 170 o 171, saquejant les províncies balcàniques fins a la Grècia central, d'on van ser expulsats pels romans. Poc després, el territori dels costobocs va ser envaït i ocupat pel vàndal hasdingi i els costobocs van desaparèixer de les fonts històriques, llevat d'una menció d'Ammià Marcel·lí, cap a l'any 400.
Els autors moderns situen aquesta tribu al nord o al nord-est de la Dàcia romana. Alguns estudiosos pensen que la menció més antiga coneguda d'aquesta tribu es troba a la Naturalis Historia de Plini el Vell, publicada circa l'any 77, i diu que els cotobacchi són una tribu sàrmata que vivia a la vall inferior del Don. Altres estudiosos creuen que els cotobacchi eren una tribu diferent.
Ammià Marcel·lí, cap a l'any 400, diu que els costobocs vivien entre els rius Dnièster i Danubi, probablement al nord-est de l'antiga província romana de Dàcia. A la seva Geographia (publicada entre el 135 i el 143), el geògraf grec Claudi Ptolemeu sembla indicar que els costobocs habitaven al nord-oest o al nord-est de la Dàcia. A més, alguns estudiosos identifiquen el poble anomenat transmontanoi (literalment 'gent més enllà de les muntanyes') per Ptolemeu, situat al nord dels Carpats, amb els costobocs dacis.
L'any 167 la Legió V Macedònica, tornant de les Guerres Pàrtiques, va traslladar el seu quarter general de Troesmis a la Mèsia Inferior fins a Potaissa a la Dàcia romana, per defensar les províncies dàcies contra els atacs dels marcomans. Altres unitats auxiliars de Mèsia Inferior van participar en les campanyes del Danubi mitjà, cosa que va deixar debilitades les defenses de la frontera inferior del Danubi. Aprofitant l'ocasió, el 170 o el 171, els costobocs van envair el territori romà, trobant poca oposició, i van assaltar les províncies de Mèsia Inferior, Mèsia Superior, Tràcia, Macedònia i Acaia.
Creuant el Danubi, els costobocs van incendiar un districte d'Istròpolis que va quedar abandonat.[ Els seus atacs també van afectar Callatis i es van haver de reparar les muralles de la ciutat. Una vexillatio formada per destacaments de les legions I Italica i V Macedonica es va desplegar a Civitas Tropaensium, potser per defensar-se d'aquests atacs. Els assaltants es van traslladar a l'oest fins a arribar a Dardània. La seva ofensiva va continuar cap al sud, a través de Macedònia fins a Acaia.
Quan Pausànias descriu la ciutat d'Elatea, a la Grècia central, parla de la resistència de la població als atacs dels costobocs. Després, els bàrbars van arribar a Atenes, i des d'allà van saquejar el famós Santuari dels Misteris a Eleusis. L'any 171, l'orador Eli Aristides va pronunciar un discurs a Esmirna, on lamentava els danys que s'havien infligit al lloc sagrat.
Aquests atacs van minvar molt la força d'invasió, però la resistència local no va ser suficient i el procurador Luci Juli Vehili Gratus Julià va ser enviat a Grècia amb una vexillatio per eliminar el que quedava dels invasors, i va derrotar els costobocs.